# Saint-Adjutory

Saint-Adjutory este o comună în departamentul Charente, Franța. În 1 ianuarie 2022 avea o populație de 493 de locuitori.